# Street Fighter EX
Street Fighter EX est un jeu vidéo de combat en un contre un de la franchise Street Fighter, développé par Arika et édité par Capcom en novembre 1996 sur système d'arcade ZN-1,. Il est le tout premier jeu Street Fighter en 3D polygonale, là où tous les jeux précédents de la franchise furent en 2D par sprites dessinés et pixellisés (à l'exception de Street Fighter : The Movie, qui lui avait des sprites numérisés obtenus par capture de mouvement).

## Description
Street Fighter EX est sorti sur le système d'arcade Zn-1, et intègre la puce sonore Qsound.
Cet opus, ne faisant pas partie de la chronologie officielle, s'est vu greffé de l'appendice EX, abréviation d'extrême, alors que durant son développement le nom « Street Fighter Gaiden » fut envisagé. 
On peut cependant supposer (la 3D polygonale prenant alors place dans les salles d'arcade et la guerre des studios battant son plein) que Street Fighter EX eût été un test d'envergure de Capcom en vue de sortir le futur Street Fighter III (le véritable Street Fighter III n'étant pas encore sorti à l'époque) dans le format 3D, ce qui aurait permis à Capcom de faire d'une pierre trois coups :  
1. Contrer l'influence grandissante de la franchise concurrente Tekken (qui elle a vu tous ses opus en 3d polygonale et progressait rapidement) du concurrent japonais Namco,
2. Damer le pion au développeur concurrent Midway, qui préparait alors Mortal Kombat 4 et prenait plus de temps que prévu,
3. Enterrer la franchise concurrente Virtua Fighter de l'autre concurrent, Sega.

Cela aurait, en cas de réussite, permis à la franchise Street Fighter de s'imposer sur la 3D comme elle l'a fait sur la 2D avec Street Fighter II : The World Warrior.

## Système de jeu
Le système d'arcade ZN-1 fut développé par Sony, ce qui signait d'avance l'arrivée imminente de la franchise sur la console PlayStation au lieu des Nintendo 64 et Saturn, sucessrices respectives des Super Nintendo et MegaDrive ayant porté Street Fighter II au sommet. La guerre des franchises battant alors son plein : il fallait pour Capcom se faire une place sur la nouvelle console, et donc lui préparer un nouveau Street Fighter.  
Le fonctionnement du jeu reste en lui-même très classique : le joueur sélectionne un personnage parmi les 10 personnages de départ, puis affronte progressivement les autres au cours d'une série de 10 combats en un contre un à 2 (ou plus) rounds contre des adversaires aléatoires, le 10e et dernier adversaire étant l'un des deux boss finaux uniquement contrôlables par l'ordinateur : M.Bison ou bien le nouveau-venu Garuda.
5 personnages supplémentaires sont débloquables au fur et à mesure des parties, parmi lesquels le mythique Gouki, lequel reste disponible en mode Arcade tel qu'il fut initialement introduit dans le jeu Super Street Fighter II Turbo : en battant tous les adversaires sans perdre un seul combat.
Les combats sont très similaires à ceux des jeux 2D précédents, mais les décors de fond et les personnages sont en 3D. Les systèmes de coups des séries Street Fighter 2 & Street Fighter Alpha sont réutilisés, et les coups spéciaux des personnages emblématiques de Capcom sont maintenus. De nouveaux coups spéciaux sont ajoutés, ainsi que le Guard Break (Brise-Garde) utilisé, comme son nom l'indique, pour briser la garde de l'adversaire mais aussi pour le sonner, en vue de lancer par exemple une projection ou un Super Combo.

## Personnages

### Principaux
- Ryu
- Ken
- Chun-Li
- Zangief
- Guile
- Hokuto
- Doctrine Dark
- Pullum Purna
- Cracker Jack
- Skullomania

### Cachés
- Akuma / Gouki
- Blair Dame
- Allen Snider
- Kairi
- Darun Mister

### Boss
- Garuda
- M. Bison